# Ermanno Ioriatti
Ermanno Ioriatti (Trente, 4 oktober 1975) is een Italiaans oud-schaatser. Hij is gespecialiseerd in de sprintafstanden (500 en 1000 meter). Zo won hij de 500m tijdens het Europees Allroundkampioenschap van 1998 in Helsinki.

## Persoonlijk records
| Afstand      | Tijd     | Datum            | Baan            |
| ------------ | -------- | ---------------- | --------------- |
| 500 meter    | 35,01    | 4 december 2009  | Calgary         |
| 1000 meter   | 1.09,28  | 19 november 2005 | Salt Lake City  |
| 1500 meter   | 1.49,54  | 12 november 2005 | Calgary         |
| 3000 meter   | 4.02,62  | 11 januari 2009  | Baselga di Pinè |
| 5000 meter   | 6.56,57  | 14 december 1997 | Hamar           |
| 10.000 meter | 15.18,79 | 21 december 1997 | Baselga di Pinè |

## Resultaten
| Jaar | NK Sprint | NK Allround | EK Allround | WK Allround | WK Sprint | WK Afstanden                 | Olympische Spelen                   | WK Junioren |
| ---- | --------- | ----------- | ----------- | ----------- | --------- | ---------------------------- | ----------------------------------- | ----------- |
| 1992 | 6e        |             |             |             |           |                              |                                     | NC23        |
| 1993 | 4e        | NC5         |             |             |           |                              |                                     | NC26        |
| 1994 |           | 5e          |             |             |           |                              |                                     | NC24        |
| 1995 | Brons     | Brons       |             |             |           |                              |                                     | 12e         |
| 1996 | Brons     | Goud        |             |             |           |                              |                                     |             |
| 1997 | Zilver    | Zilver      | NC16        | NC18        |           |                              |                                     |             |
| 1998 | Goud      | Zilver      | NC13        |             | 20e       | 11e 500m 19e 1000m 20e 1500m | 9e 500m 27e 1000m 24e 1500m         |             |
| 1999 | Zilver    |             |             |             | 20e       | 4e 500m 19e 1000m            |                                     |             |
| 2000 | Zilver    |             |             |             | 17e       | 11e 500m 21e 1000m           |                                     |             |
| 2001 | Goud      |             |             |             | 26e       | 15e 500m 17e 1000m           |                                     |             |
| 2002 | Goud      |             |             |             |           |                              | NS2 500m                            |             |
| 2003 | Goud      |             |             |             |           |                              |                                     |             |
| 2004 | Goud      |             |             |             |           |                              |                                     |             |
| 2005 | Goud      |             |             |             |           |                              |                                     |             |
| 2006 | Goud      |             |             |             | 13e       |                              | 21e 500m DQ 1000m                   |             |
| 2007 | Goud      |             |             |             | 20e       | 19e 500m                     |                                     |             |
| 2008 | Goud      |             |             |             |           |                              |                                     |             |
| 2009 | Goud      |             |             |             |           | 20e 500m 22e 1000m           |                                     |             |
| 2010 | Goud      |             |             |             | 19e       |                              | 24e 500m 33e 1000m 6e achtervolging |             |
| 2011 |           |             |             |             | 20e       | 10e 500m                     |                                     |             |
| 2012 |           |             |             |             | NC28      |                              |                                     |             |
| 2013 |           |             |             |             | NC33      |                              |                                     |             |

NC# = niet gestart op 4e afstand, maar wel als # geklasseerd in de eindrangschikking
NS# = niet gestart op # afstand
DQ = gediskwalificeerd

### Medaillespiegel
| Kampioenschap | Goud | Zilver | Brons |
| ------------- | ---- | ------ | ----- |
| NK Sprint     | 11   | 3      | 2     |
| NK Allround   | 1    | 2      | 1     |